# Ofensiva de Alepo (2017)
A Ofensiva a leste de Alepo (2017), também referida como Operação a Dayr Hafir (2017), foi uma operação militar lançada pelo Exército Árabe Sírio com o intuito de impedir o avanço do Exército Livre da Síria (Pró-Turquia) sobre a Síria, bem como capturar a cidade de Dayr Hafir, bastião controlado pelo Estado Islâmico. Durante este ofensiva, o Exército Livre da Síria (Pró-Turquia) lançaram um ataque sobre a cidade de Manbij, controlada pelas Forças Democráticas Sírias.

## Ofensiva
A 17 de janeiro, o Exército Sírio iniciou a sua ofensiva, avançando em direção a Al-Bab, e, a 29 de janeiro, o exército já tinha conquistado mais de 20 localidades.
Continuando com o seu rápido avanço, tropas sírias cortaram a última ligação a Al-Bab a 5 de fevereiro, deixando os combatentes do ISIS, cercados quer pelo Exército Sírio, quer pelo Exército Livre da Síria (Pró-Turquia), com as tropas do governo sírio ficarem cada vez mais próximas de Al-Bab. No dia 9 de fevereiro, o Exército Sírio estava a menos de 3 km da cidade de Al-Bab, chegando mesmo a ter os primeiros confrontos contra as tropas do Exército Livre da Síria (Pró-Turquia), e, nos dias seguintes, Al-Bab seria capturada pelos rebeldes pró-turcos.
Apesar da queda de Al-Bab, o Exército Sírio continuou com a sua ofensiva, com o objectivo de cortar o acesso dos rebeldes pró-turcos ao resto da Síria, e, assim, apesar de confrontos com os rebeldes, o Exército capturou a cidade de Tadef, a sul de Al-Bab.
A 27 de fevereiro, o Exército estava a 5/6 km do território controlado pelas Forças Democráticas Sírias, que, entretanto, lançaram a sua ofensiva contra o ISIS.
Este ataque conjunto do Exército Sírio e das FDS contra militantes do ISIS permitiu a libertação rápida de várias localidades e, a 28 de fevereiro tropas sírias e as FDS ligaram os seus territórios.
Durante esta ofensiva, os rebeldes pró-turcos decidiram lançar um ataque a Manbij, cidade controlada pelas FDS, conquistando algumas localidades, mas, a 2 de março, as FDS chegaram a um acordo com o Exército Sírio e a Rússia para entregar localidades nas zonas fronteiriças das FDS com os rebeldes e, assim, impedir o avanço sobre dos rebeldes sobre Manbij.
A 7 de março, tropas sírias continuaram com o seu avanço sobre posições do ISIS, conseguindo chegar ao Lago Assad, algo que não acontecia desde 2012.
Apesar de inicialmente, a ofensiva ter como objectivo avançar sobre a base aérea de Jirah, o Exército Sírio abandonou tais planos, e, decidiu atacar a cidade de Dayr Hafir.
Com o ataque decisivo a começar a 13 de março, e com um avanço rápido, o Exército capturou Dayr Hafir, e, assim expandindo o seu controlo na província de Alepo.
Esta ofensiva terminou a 5 de abril, muito por causa da ofensiva rebelde sobre Hama.

## Consequências
Graças a esta ofensiva, o Exército Árabe Sírio capturou mais de 250 localidades ao ISIS, incluindo Tadef e Dayr Hafir, bem como assegurando a ligação de água para Alepo, e, também, parar o avanço do Exército Livre da Síria (Pró-Turquia).